# 7-а танкова дивизия (Вермахт)
7-а танкова дивизия е една от танковите дивизии на Вермахта по време на Втората световна война.

## История
7-а танкова дивизия е сформирана през октомври 1939 г. на базата на 2-ра лека дивизия. През 1940 г. участва в битката за Франция и под командването на генерал-майор Ервин Ромел играе важна роля в кампанията. През февруари 1941 г. се завръща в Германия за почивка и възстановяване. През юли 1941 г. участва в нападението срещу Съветския съюз, като част от група армии „Център“. Участва в боевете до юли 1942 г., след което се завръща във Франция като част от окупационните формации във Вишиска Франция. През декември 1942 г. дивизията се завръща на Източния фронт и участва в боевете при Харков, в южната част на фронта, а след това и в боевете при Курск. През август 1944 г. е прехвърлена на север край Балтийско море. До края на годината участва в боевете в Курландия, Мемел, след което се изтегля в Прусия. През май 1945 г. се предава на британските войски при Шверин, Германия.

## Командири
- Генерал от кавалерията Георг Щуме – (18 октомври 1939 – 5 февруари 1940 г.)
- Генерал-фелдмаршал Ервин Ромел – (5 февруари 1940 – 14 февруари 1941 г.)
- Генерал на танковите войски Ханс Фрайер фон Функ – (15 февруари 1941 – 17 август 1943 г.)
- Оберст Волфганг Глаземер – (17 август 1943 – 20 август 1943 г.)
- Генерал на танковите войски Хасо фон Мантеуфел – (20 август 1943 – 1 януари 1944 г.)
- Генерал-майор Адалберт Шулц – (януари 1944 – 28 януари 1944 г.)
- Оберст Волфганг Гласемер – (28 януари 1944 – 30 януари 1944 г.)
- Генерал на танковите войски д-р Карл Маус – (30 януари 1944 – 2 май 1944 г.)
- Генерал-майор Герхард Шмидхубер – (2 май 1944 – 9 септември 1944 г.)
- Генерал на танковите войски д-р Карл Маус – (9 септември 1944 – 31 октомври 1944 г.)
- Генерал-майор Хелмут Мадер – (31 октомври 1944 – 30 ноември 1944 г.)
- Генерал на танковите войски д-р Карл Маус – (30 ноември 1944 – 5 януари 1945 г.)
- Генерал-майор Макс Лемке – (5 януари 1945 – 23 януари 1945 г.)
- Генерал на танковите войски д-р Карл Маус – (23 януари 1945 – 22 март 1945 г.)
- Оберст Ханс Кристерн – (23 март 1945 – 8 май 1945 г.)

## Носители на награди
- Носители на значка за сваляне на ниско летящ самолет (1)
- Носители на тока за близък бой, златна (2)
- Носители на свидетелство за похвала от главнокомандващия на армията (12)
- Носители на Германски кръст, златен (116)
- Носители на Германски кръст, сребърен (8)
- Носители на почетна кръгла тока на сухопътните части (34)
- Носители на Рицарски кръст (47, включително един непотвърден)
- Свидетелство за похвала на формацията от главнокомандващия на армията (1)